# أندرو كوفمان
أندرو كوفمان هو مخرج كندي، ولد في 1968 في Wingham, Ontario ‏ في كندا.